# المساجد السبعة

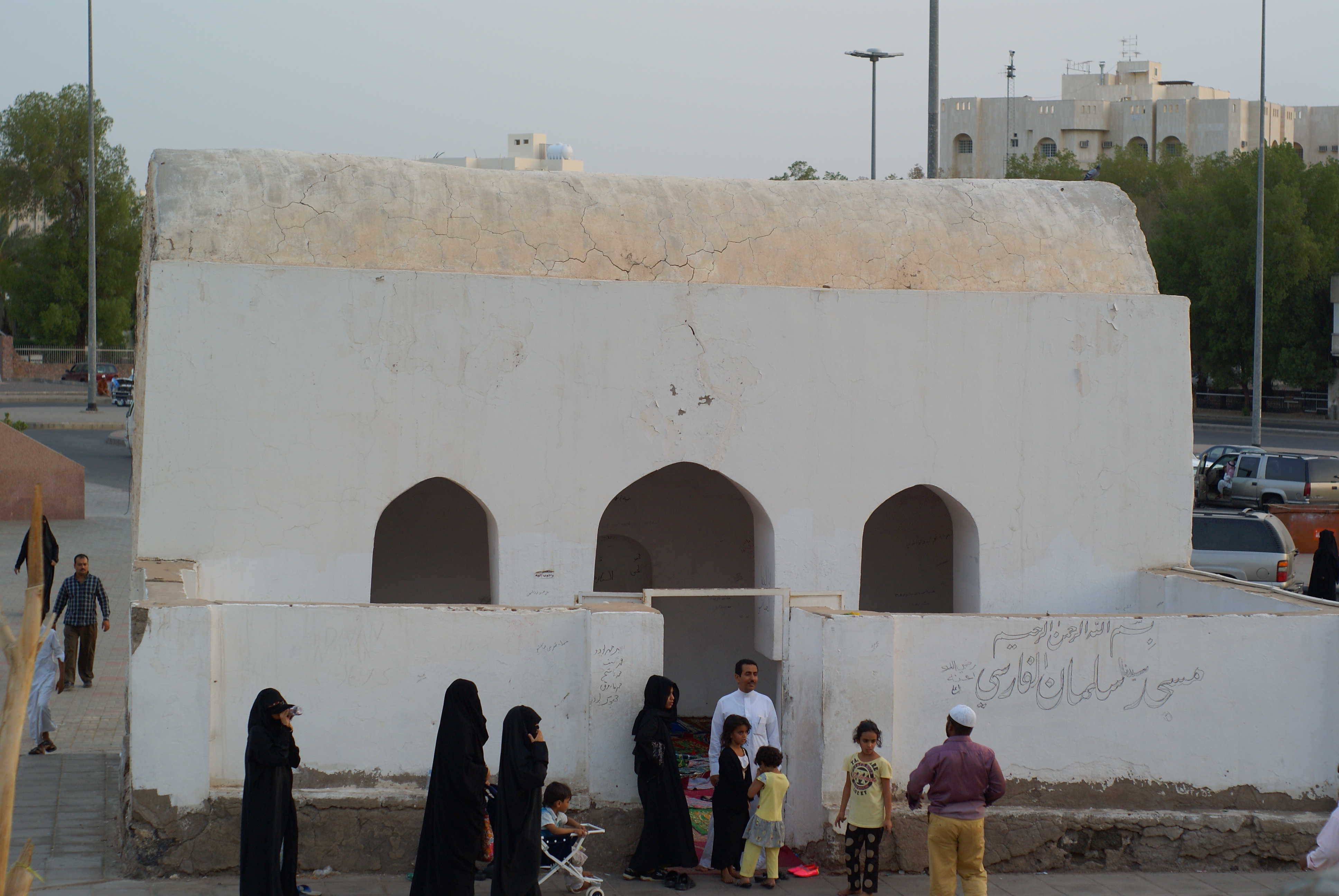
صورة قديمة لمسجد سلمان الفارسي، أحد المساجد السبعة

المساجد السبعة، من أهم المعالم التي يزورها القادمون إلى المدينة المنورة، وهي مجموعة مساجد صغيرة عددها الحقيقي ستة وليس سبعة ولكنها اشتهرت بهذا الاسم، نظراً لإضافة البعض لمسجد القبلتين ضمن هذه المساجد، وذلك لأن من يزورها يزور ذلك المسجد أيضاً في نفس الرحلة فيصبح عددها سبعة.

## الموقع
تقع هذه المساجد الصغيرة في الجهة الغربية من جبل سلع عند جزء من الخندق الذي حفره المسلمون في عهد النبوة للدفاع عن المدينة المنورة عندما زحفت إليها قريش والقبائل المتحالفة معها سنة خمس للهجرة. ويروى أنها كانت مواقع مرابطة ومراقبة في تلك الغزوة وقد سمي كل مسجد باسم من رابط فيه، عدا مسجد الفتح الذي بني في موقع قبة ضربت لرسول الله .

## المساجد

### مسجد الفتح
وهو أكبر المساجد السبعة، مبني فوق رابية في السفح الغربي لجبل سلع، ويروى أنه سمي بهذا الاسم لأنه كان خلال غزوة الأحزاب مصلى لرسول الله ، أو لأن تلك الغزوة كانت في نتائجها فتحاً على المسلمين. وقد بناه عمر بن عبد العزيز في فترة إمارته على المدينة بالحجارة ثم جدد مرة أخرى بأمر الوزير سيف الدين بن أبي الهيجاء ثم أعيد بناؤه في عهد السلطان العثماني عبد المجيد الأول.

### مسجد سلمان الفارسي
يقع جنوبي مسجد الفتح مباشرة وعلى بعد عشرين متراً منه فقط في قاعدة جبل سلع، وسمي باسم الصحابي سلمان الفارسي صاحب فكرة حفر الخندق لتحصين المدينة من غزوة الأحزاب. يتكون من بناء مستطيل الشكل، يبلغ طوله من الخارج عشرة أمتار، من الشرق إلى الغرب، وعرضه من الشمال إلى الجنوب ثمانية أمتار، والمسجد قسمان ردهة مكشوفة في مدخله، طولها بعرض المسجد من الداخل، أي تسعة أمتار، ثم قسم مسقوف أمام المحراب مباشرة، طول هذا القسم تسعة أمتار وعرضه ثلاثة، ومحراب المسجد يرتفع بطول جداره تقرياً، وسعة فتحة المحراب متراً.

### مسجد أبي بكر الصديق
يقع جنوب غربي مسجد سلمان على بعد خمسة عشر متراً منه بني وجدد مع المسجدين السابقين وقد هدم الآن ليعاد بناؤه وتوسيع مساحته.

### مسجد عمر بن الخطاب
يلي مسجد أبي بكر جنوباً على بعد عشرة أمتار منه فقط، وهو على شكل رواق مستطيل وله رحبة غير مسقوفة على صورته، يرتفع عن الأرض ثماني درجات، وطريقة بنائه تطابق بناء مسجد الفتح، وربما يكون قد بني وجدد معه.

### مسجد علي بن أبي طالب
ويقع شرقي مسجد فاطمة على رابية مرتفعة مستطيلة الشكل طوله 8.5 م وعرضه 6.5م وله درجة صغيرة. بني هذا المسجد وجدد على الأرجح مع مسجد الفتح ويروى أن علياً قتل في هذا الموقع عمرو بن ود العامري الذي اجتاز الخندق في غزوة الأحزاب. وقد رممت هذه المساجد جميعها في الوقت الحاضر مع المحافظة على شكلها التراثي وقامت أمانة المدينة المنورة بتحسين المنطقة وتشجيرها فغدت كأنها حديقة واسعة تتخللها مبان صغيرة.

### مسجد فاطمة الزهراء
ويسمى في المصادر التاريخية مسجد سعد بن معاذ، وهو أصغر مساجد هذه المجموعة مساحة 4×3م وله درجة صغيرة. وآخر بناء له على نمط أبنية المجموعة نفسها يرجح أنها في العصر العثماني في عهد السلطان عبد المجيد الأول